# Usko-Ayar
El centro amazónico de pintura Usko-Ayar (príncipe espiritual, en quechua; oficialmente también en inglés Usko-Ayar Amazonian School of Painting), es uno de los centros culturales conocido por varios artistas fundado en 1988 por el propietario fallecido Pablo Amaringo Shuña junto al reconocido investigador Luis Eduardo Luna. Además de la participación de varios jóvenes que obtuvieron participaciones internacionales obtuvo el premio de las Naciones Unidas en el 1992, tiempo donde fue reconocido mundialmente Pablo, y homenajeado el 29 de septiembre de 2008 por la municipalidad de Sedán.
En esta institución, los jóvenes pintores se inspiran en la flora y la fauna de este hábitat de la selva, y recrear su experiencia personal en sus pinturas relativo a la biodiversidad, cosmología, mitología y esoterismo, con influencia de las visiones del Ayahuasca. De edades normalmente comprendidas entre 8 a 24 años, estos artistas vienen de familias humildes demostrando uno de los lugares más humildes en la ciudad, según demuestra Amaringo:

Quiero hacer un semillero de artistas que representen a Pucallpa yo por amor a Pucallpa es que vengo a vivir acá aún cuando me han ofrecido vivir en cualquier lugar del mundo, pero yo siempre prefiero quedarme acá.
Enlace Nacional, 18 de noviembre de 2009, tiempo en donde murió el patriarca. Fragmento.